# بخش دنکانال
بخش دنکانال (به انگلیسی: Dhenkanal district) یک بخش در هند است که در اودیسا واقع شده‌است. بخش دنکانال ۴٬۴۵۲ کیلومتر مربع مساحت و ۱٬۱۹۲٬۹۴۸ نفر جمعیت دارد.